# Alexander Petrovic
Alexander Petrovic, dit Alex Petrovic, (né le 3 mars 1992 à Edmonton dans la province d'Alberta au Canada) est un joueur professionnel canadien de hockey sur glace. Il évolue au poste de défenseur.

## Biographie
Il a joué au niveau junior avec les Rebels de Red Deer dans la Ligue de hockey de l'Ouest. Il est repêché en 36e position par les Panthers de la Floride lors du repêchage d'entrée dans la LNH 2010. 
Il fait ses débuts en tant que professionnel vers la fin de la saison 2011-2012 avec le Rampage de San Antonio, club-école affilié aux Panthers dans la Ligue américaine de hockey. Il débute dans la Ligue nationale de hockey en 2012-2013, étant aligné à six parties avec les Panthers. Après avoir joué 33 parties avec les Panthers en 2014-2015, le grand défenseur est promu à un poste de joueur régulier avec l'équipe la saison suivante.
Le 30 décembre 2018, il est échangé aux Oilers d'Edmonton en retour du défenseur Chris Wideman et d'un choix de 3e ronde en 2019 .

## Statistiques

### En club
| Saison     | Équipe                 | Ligue      |     | Saison régulière | Saison régulière | Saison régulière | Saison régulière | Saison régulière |   | Séries éliminatoires | Séries éliminatoires | Séries éliminatoires | Séries éliminatoires | Séries éliminatoires |
| Saison     | Équipe                 | Ligue      | PJ  | B                | A                | Pts              | Pun              | PJ               | B | A                    | Pts                  | Pun                  |                      |                      |
| 2007-2008  | Rebels de Red Deer     | LHOu       | 10  | 1                | 0                | 1                | 2                | -                | - | -                    | -                    | -                    |                      |                      |
| 2008-2009  | Rebels de Red Deer     | LHOu       | 66  | 1                | 12               | 13               | 70               | -                | - | -                    | -                    | -                    |                      |                      |
| 2009-2010  | Rebels de Red Deer     | LHOu       | 57  | 8                | 19               | 27               | 87               | 4                | 0 | 0                    | 0                    | 4                    |                      |                      |
| 2010-2011  | Rebels de Red Deer     | LHOu       | 69  | 7                | 50               | 57               | 140              | 9                | 0 | 6                    | 6                    | 23                   |                      |                      |
| 2011-2012  | Rebels de Red Deer     | LHOu       | 68  | 12               | 36               | 48               | 141              | -                | - | -                    | -                    | -                    |                      |                      |
| 2011-2012  | Rampage de San Antonio | LAH        | 5   | 0                | 1                | 1                | 0                | 9                | 2 | 4                    | 6                    | 14                   |                      |                      |
| 2012-2013  | Rampage de San Antonio | LAH        | 55  | 4                | 13               | 17               | 102              | -                | - | -                    | -                    | -                    |                      |                      |
| 2012-2013  | Panthers de la Floride | LNH        | 6   | 0                | 0                | 0                | 25               | -                | - | -                    | -                    | -                    |                      |                      |
| 2013-2014  | Rampage de San Antonio | LAH        | 43  | 2                | 11               | 13               | 79               | -                | - | -                    | -                    | -                    |                      |                      |
| 2013-2014  | Panthers de la Floride | LNH        | 7   | 0                | 1                | 1                | 8                | -                | - | -                    | -                    | -                    |                      |                      |
| 2014-2015  | Rampage de San Antonio | LAH        | 41  | 3                | 17               | 20               | 59               | 3                | 0 | 1                    | 1                    | 0                    |                      |                      |
| 2014-2015  | Panthers de la Floride | LNH        | 33  | 0                | 3                | 3                | 34               | -                | - | -                    | -                    | -                    |                      |                      |
| 2015-2016  | Panthers de la Floride | LNH        | 66  | 2                | 15               | 17               | 90               | 6                | 1 | 3                    | 4                    | 4                    |                      |                      |
| 2016-2017  | Panthers de la Floride | LNH        | 49  | 1                | 13               | 14               | 79               | -                | - | -                    | -                    | -                    |                      |                      |
| 2017-2018  | Panthers de la Floride | LNH        | 67  | 2                | 11               | 13               | 98               | -                | - | -                    | -                    | -                    |                      |                      |
| 2018-2019  | Panthers de la Floride | LNH        | 26  | 0                | 1                | 1                | 24               | -                | - | -                    | -                    | -                    |                      |                      |
| 2018-2019  | Oilers d'Edmonton      | LNH        | 9   | 0                | 1                | 1                | 2                | -                | - | -                    | -                    | -                    |                      |                      |
| 2019-2020  | Bruins de Providence   | LAH        | 54  | 2                | 18               | 20               | 24               | -                | - | -                    | -                    | -                    |                      |                      |
| 2020-2021  | Heat de Stockton       | LAH        | 17  | 2                | 10               | 12               | 14               | -                | - | -                    | -                    | -                    |                      |                      |
| 2021-2022  | Stars du Texas         | LAH        | 71  | 5                | 14               | 19               | 73               | 2                | 0 | 1                    | 1                    | 2                    |                      |                      |
| 2022-2023  | Stars du Texas         | LAH        | 71  | 9                | 18               | 27               | 62               | 8                | 3 | 2                    | 5                    | 4                    |                      |                      |
| 2023-2024  | Stars du Texas         | LAH        | 70  | 5                | 17               | 22               | 40               | 7                | 1 | 0                    | 1                    | 2                    |                      |                      |
| 2023-2024  | Stars de Dallas        | LNH        | 1   | 0                | 0                | 0                | 0                | 7                | 0 | 0                    | 0                    | 2                    |                      |                      |
| Totaux LNH | Totaux LNH             | Totaux LNH | 264 | 5                | 45               | 50               | 360              | 13               | 1 | 3                    | 4                    | 6                    |                      |                      |

## Trophées et honneurs personnels
- 2010-2011 : nommé dans la deuxième équipe d'étoiles de l'association de l'Est de la LHOu.
- 2011-2012 : 
  - nommé dans la première équipe d'étoiles de l'association de l'Est de la LHOu.
  - remporte le trophée Bill Hunter du meilleur défenseur de la LHOu.
- 2014-2015 : participe au Match des étoiles de la LAH.